# Shun Hing Square
22°32′43″B 114°06′21″Đ / 22,54528°B 114,10583°Đ
Shun Hing Square (chữ Hán: 信興廣場, Hán Việt: Tín Hưng quảng trường, hay còn gọi là 地王大厦, Hán-Việt: Địa Vương Đại Hạ) là một nhà chọc trời ở quận La Hồ, Thâm Quyến, Trung Quốc. Tòa nhà này được công ty K.Y. Cheung Design Associates thiết kế, nó có chiều cao 384 m với 69 tầng. Hoàn thành năm 1996, jhi đó nó là tòa nhà cao nhất Trung Quốc, nhưng kỷ lục về chiều cao này đã bị phá 1 năm sau khi tòa nhà CITIC Plaza ở Quảng Châu hoàn thành. Hiện nay đây là tòa nhà cao thứ 5 Trung Quốc và cao thứ 9 thế giới.